# Metrosideros dolichandra
Metrosideros dolichandra är en myrtenväxtart som beskrevs av Rudolf Schlechter och André Guillaumin. Metrosideros dolichandra ingår i släktet Metrosideros och familjen myrtenväxter. Inga underarter finns listade i Catalogue of Life.